# Haggard
Haggard (с англ. — «изнурённый, измождённый») — немецкий музыкальный проект, исполняющий симфонический метал. Основан в 1989 году гитаристом, вокалистом и композитором Азизом Нассери, который является автором всей музыки и текстов Haggard. Группа фактически представляет собой оркестр, состоящий из множества музыкантов, играющих на разных инструментах, характерных как для рока, так и для классической музыки.

## История
Как и основатель жанра симфоник-метал — группа Therion — Haggard сформировались из группы, исполнявшей дэт-метал. Основателем и лидером группы стал Азиз Нассери, потомок эмигранта из Афганистана. Группа не издала ни одного полноформатного дэт-метал-альбома, в этом стиле сохранились только демозаписи.

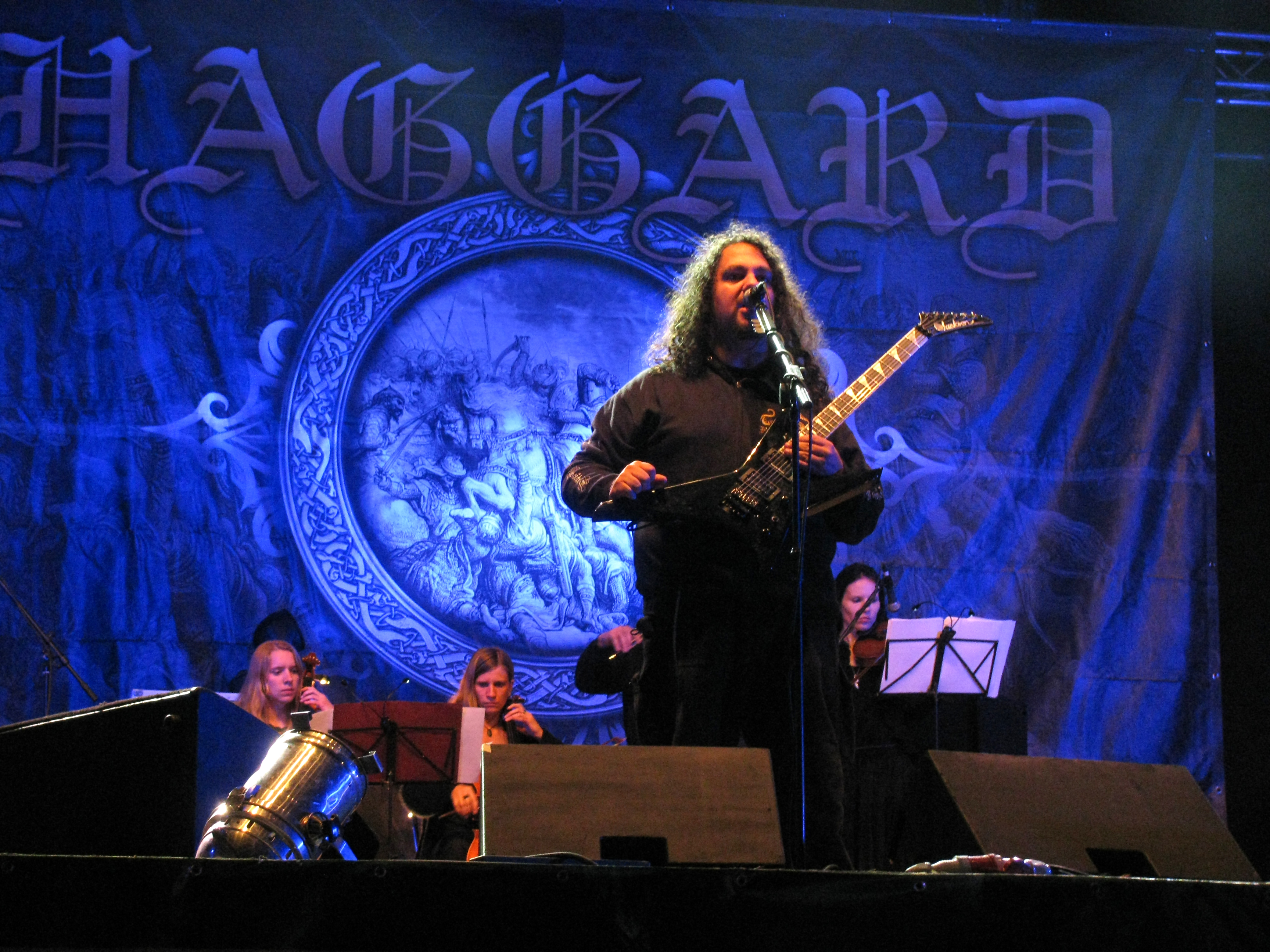
Haggard на Global East Rock Festival 2010. На первом плане — Азиз Нассери

Дебютный альбом And Thou Shalt Trust… the Seer был издан только в 1997 году. На нём группа продемонстрировала сильное влияние музыки Ренессанса. Медленный метал, близкий к думу, смешивался с партиями струнных и хорами, а оперный вокал — с брутальным. Тематика песен была религиозной и мистической. Основной тематикой группы с тех пор стали известные деятели эпохи Возрождения — писатели, учёные, философы, мистики. Второй альбом группы, Awaking the Centuries (2000), стал концептуальным, посвящённым жизни предсказателя Мишеля Нострадамуса. Во вступлении к альбому также использовалась музыка русского композитора Сергея Рахманинова.
Группа завоевала некоторую известность и отправилась в тур. Наиболее успешной была поездка в Мексику. Концерт в Мехико вышел на DVD под названием Awaking the Gods: Live in Mexico (2001). В это время Haggard начинает представлять собой скорее оркестр под управлением Нассери, чем рок-группу, так как число участников доходит до 21 человека. Среди музыкантов — скрипачи, виолончелисты, флейтисты, пианисты, оперные вокалисты. В настоящее время состав Haggard сократился до 16 человек.

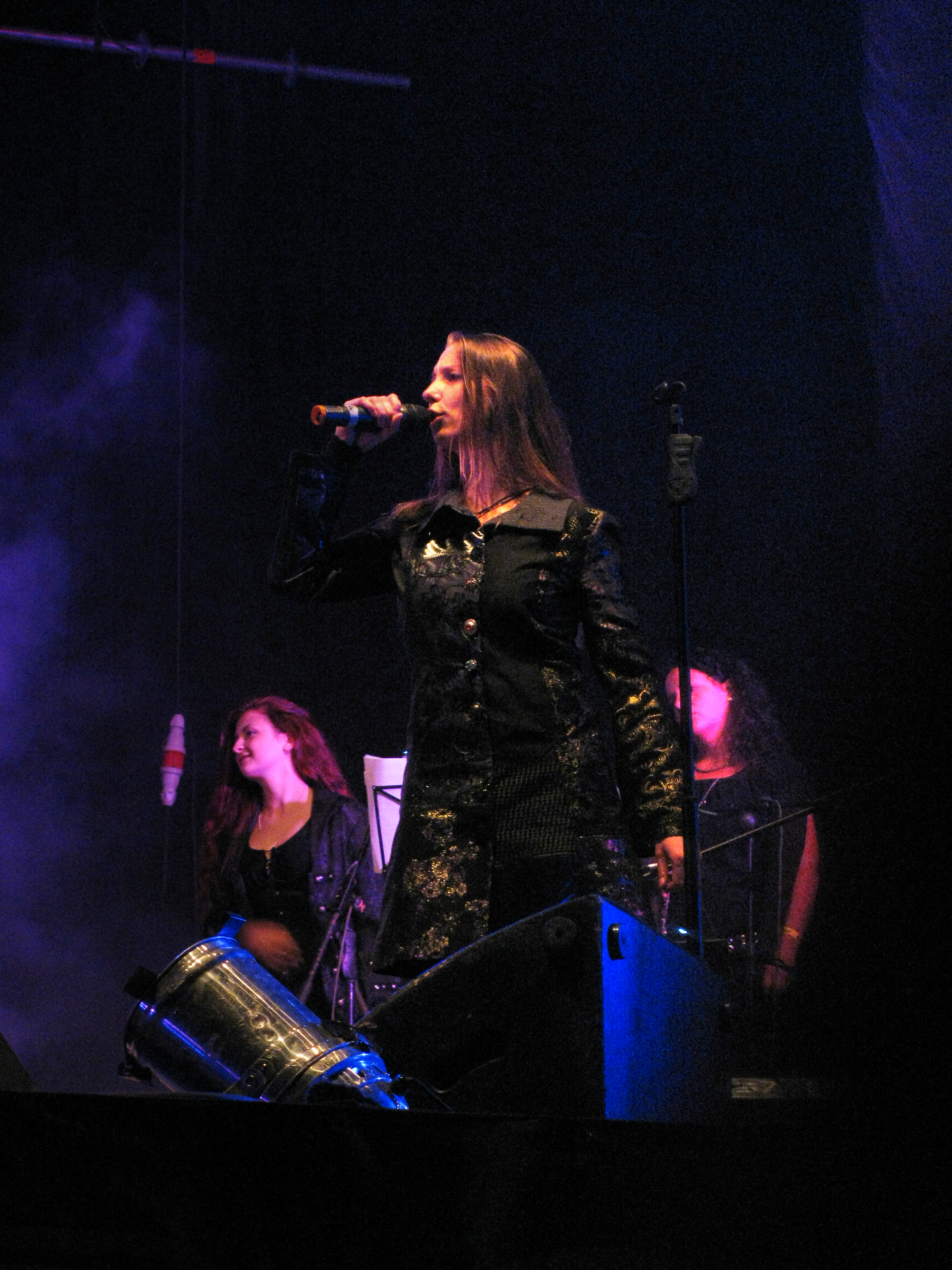
Haggard на Global East Rock Festival 2010

Третий альбом, Eppur Si Muove (с итал. — «И всё-таки она вертится!») вышел в 2004 году и был посвящён биографии итальянского учёного Галилео Галилея, его сложным взаимоотношениям с церковью.
Четвёртый альбом Tales of Ithiria вышел в 2008 году. В отличие от предшествующих работ группы, в основу его положены не исторические события и личности, а полностью вымышленная Азизом Нассери история, действие которой протекает в Средневековье в выдуманной стране, названной Итирия. Этот альбом отличается менее тяжёлым звучанием с преобладанием неоклассики и заметным влиянием фолк-музыки. Вместе с тем многие музыкальные инструменты заменены синтезатором.
В 2012 году группа начала работу над альбомом Grimm, темой которого должны были стать сказки Братьев Гримм. Но альбом так и не вышел, лишь на концертах исполнялась написанная для него песня «Seven From Afar». На протяжении 2010-х группа так и не вернулась к студийной деятельности, но продолжает давать концерты.

## Состав

### Рок-секция
- Азиз Нассери — вокал, лидер-гитара, литавры, музыка и тексты
- Клавдио Кватра — электрогитара
- Ханс Вольф — клавишные
- Люз Марсен — ударные
- Михаэль Шумм — литавры

### Вокалисты
- Сюзанна Эйлерс
- Вероника Крамеллер
- Фиффи Фюрманн

### Духовая секция
- Флориан Бартль — гобой, английский рожок
- Марк Пендри — кларнет

### Струнная секция
- Стеффи Херц — альт
- Михаэль Стапф — скрипка
- Джудит Маршалл — скрипка
- Доро  — скрипка
- Йоханнес Шлейермахер — виолончель
- Ивица Перцинлич — скрипка

## Дискография

### Альбомы
- And Thou Shalt Trust… the Seer (1997)
- Awaking the Centuries (2000)
- Eppur Si Muove (2004)
- Tales of Ithiria (2008)

### Концертные
- In a Pale Moon’s Shadow (VHS, 1998)
- Awaking the Gods: Live in Mexico (DVD и CD версия, 2001)

### EP
- Progressive (1994)

### Демо
- Introduction (1992)
- Once… Upon a December´s Dawn (1995)